# Tiszakürt
Tiszakürt è un comune dell'Ungheria di 1.416 abitanti (dati 2015). È situato nella contea di Jász-Nagykun-Szolnok.